# BBC 요크셔
BBC 요크셔 (BBC Yorkshire)는 BBC의 BBC 잉글랜드 지방 방송 중 하나로, 옛 BBC 노스를 BBC 요크셔와 BBC 요크셔앤드링컨셔로 분할하는 과정에서 설립되었다. 킹스턴어폰헐에 본사가 있다.

## 방송

### 텔레비전
BBC 요크셔의 텔레비전 자체 프로그램은 대표 지역뉴스 프로그램 <룩 노스>와 화제보도 프로그램 <인사이드 아웃>, 그리고 <선데이 폴리틱스> 시간에 진행하는 20분 분량의 자체편성 방송으로 구성된다. 또한 BBC 요크셔는 럭비경기 하이라이트 프로그램 <슈퍼 리그 쇼>를 공동 제작해 노스웨스트, 노스이스트 컴브리아, 이스트요크셔 링컨셔 지방과 공동 중계한다.

### 라디오
BBC 요크셔는 BBC 라디오 리즈, BBC 라디오 요크, BBC 라디오 셰필드 등의 지역 라디오 방송국을 총괄한다.
세 방송국은 저녁과 늦은밤 시간대에 네트워크 프로그램을 중계한다.

### 온라인과 상호 방송
BBC 요크셔는 BBC 레드 버튼에 지방 뉴스와 지역 라디오 페이지, BBC 로컬 뉴스 전용 웹사이트도 제공하고 있다.

## 역사
BBC의 리즈 지역 방송은 1968년부터 시작되었다. 당시 BBC 노스 지역국이 BBC 노스와 BBC 노스이스트로 분할되던 때였는데, BBC 노스는 본거지를 맨체스터에서 리즈로 옮기게 되었다. 이렇게 신설된 리즈 지역국을 2002년까지 BBC 노스라고 불렀다.
2002년, 벨몬트 송신소의 방송권역이 BBC 요크셔 앤드 링컨셔의 관할 지역으로 떨어져 나가면서, 나머지 BBC 노스 관할지역은 텔레비전 화면상에서 BBC 요크셔로 표시하게 되었다. 이후 2004년에 리즈 지역국과 킹스턴어폰헐의 이스트요크셔 링컨셔 지역국이 새로운 사옥으로 옮겨가면서 BBC 요크셔라는 이름은 공식화되었다.

## 스튜디오

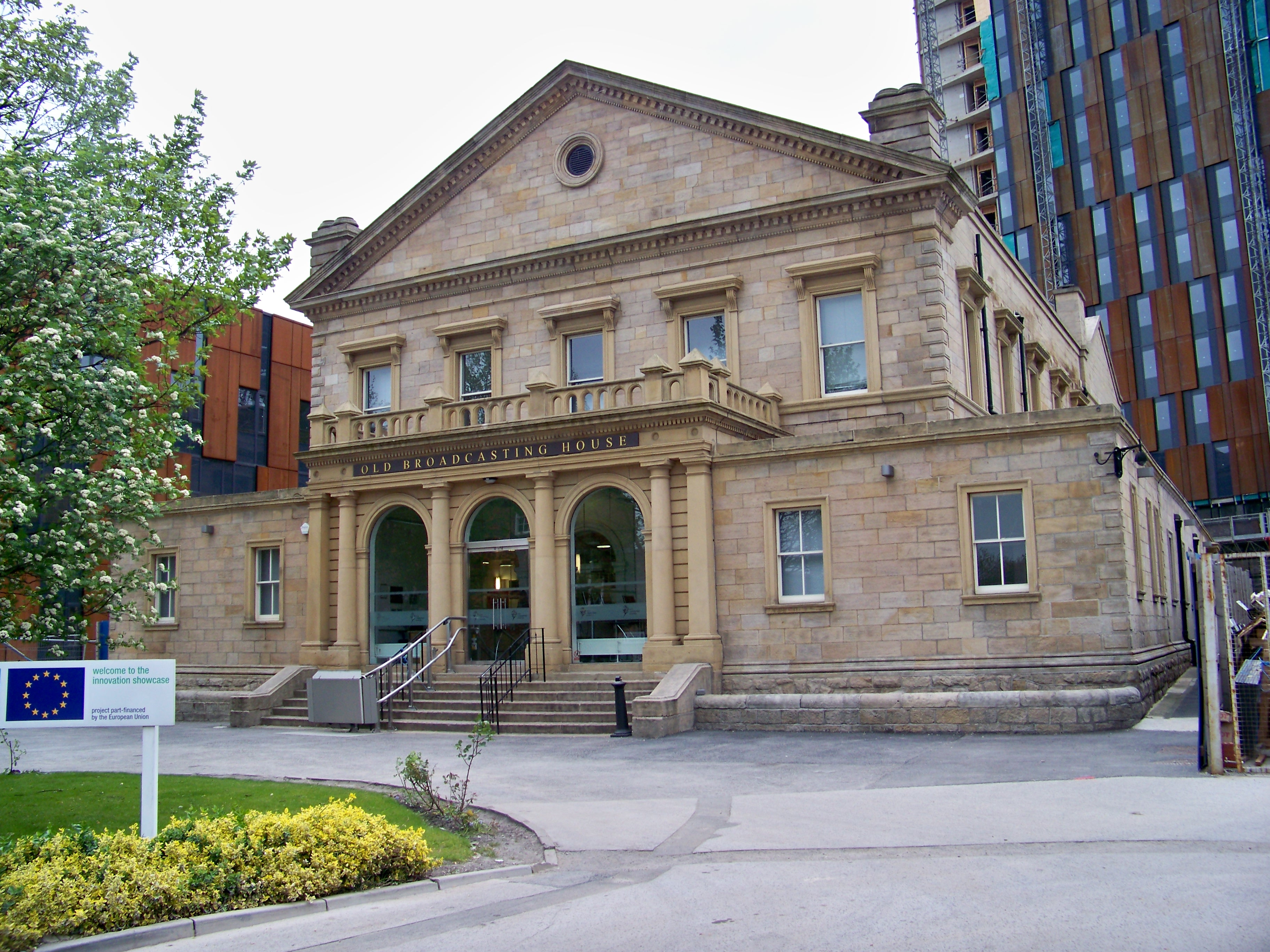
우드하우스 레인에 위치한 옛 브로드캐스팅 하우스 건물

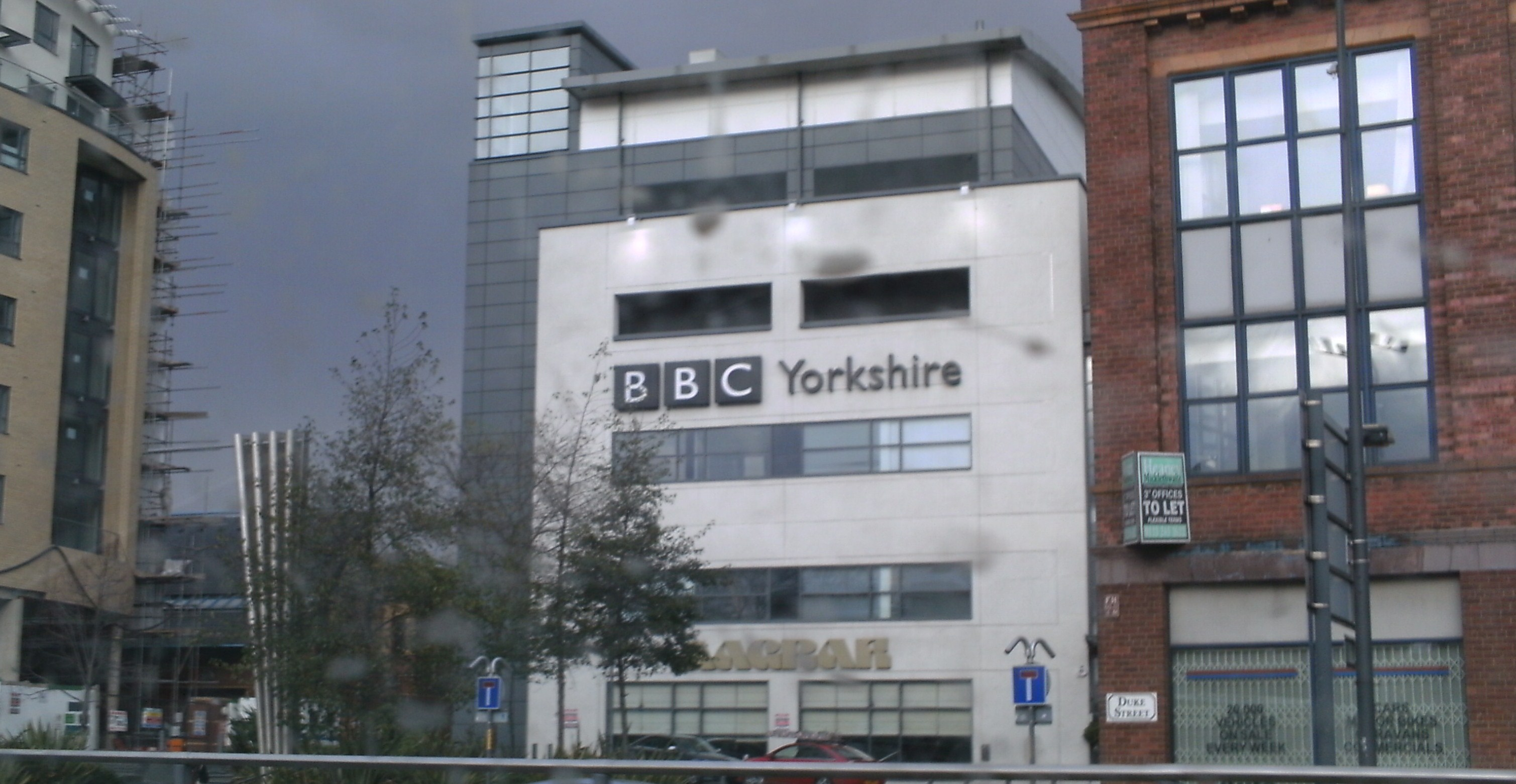
리즈의 BBC 요크셔 사옥.

지역 텔레비전 방송이 개시될 때 BBC 노스의 리즈 지역국은 올 소울스 교회의 개조된 스튜디오에 자리하였다. 1974년에는 텔레비전 방송이 리즈 우드하우스 레인의 옛 브로드캐스팅 하우스로 이전하였다. 그곳에서는 BBC 라디오 리즈 등의 일부 지역방송이 이미 진행되고 있었다. 건물 자체는 지은지 20년이 넘은 건물로, 한쪽은 기둥과 석재로 다른 한쪽은 콘크리트로 지어진 것이었다. 또 건물 정면에는 BBC 문장이 새겨져 있었다.
하지만 2004년부터 방송 설비가 노후화됨에 따라 스튜디오 대체의 필요성이 커지게 되면서 새로운 사옥이 지어졌다. 사옥 완공 후 리즈 전역에 있던 BBC 요크셔의 모든 시설은 신사옥으로 이전하게 되었다. 이곳은 리즈 쿼리힐의 세인트피터스 광장에 위치한 건물로, 최신 컴퓨터 시스템과 BBC 라디오 리즈가 사용하는 새로운 디지털 스튜디오, 그리고 와이드스크린 설비 등이 갖춰졌다.
세인트피터스 광장의 본사옥과 더불어 요크와 셰필드에 라디오부와 텔레비전부를 각각 두고 있다.

## 같이 보기
- BBC 잉글리시 리전스